# Spaarndammertunnel
De Spaarndammertunnel is een tunnel voor autoverkeer in Amsterdam-West.
Het is een verdiept aangelegde verkeersweg evenwijdig aan de Tasmanstraat en Spaarndammerdijk in Amsterdam. De weg loopt van de Westerkeersluis bij de Houtmankade / Westerkanaal tot aan kruising Archangelweg / Spaarndammerdijk.
Hij ligt ten noorden van de Spaarndammerbuurt en ten zuiden van de Houthavens. De tunnel werd nodig in verband met de aanleg van de nieuwe woonwijk in de Houthavens. Daardoor zou de Spaarndammerdijk een obstakel worden in het verkeer tussen nieuwe en oude wijken, terwijl over die dijk relatief weinig bestemmingsverkeer reed. Door het snelverkeer (de schatting is dat dat 80 % van het verkeer is) via een tunnel te leiden konden de Tasmanstraat en de Spaarndammerdijk de functie voor plaatselijk verkeer verbeteren.
De eigenlijke tunnel, het overdekte gedeelte, is 470 meter lang en loopt van een punt bij Spaarndammerdijk en Uitgeeststraat tot bij de Tasmanstraat en Bontekoestraat. De hellende stukken weg aan weerszijden zijn ongeveer 150 m lang.
De tunnel was al begin 2017 klaar, maar de opening werd steeds uitgesteld vanwege problemen bij de besturingssoftware. Hij werd op 5 februari 2018 officieel in gebruik genomen, nadat een week eerder al buurtbewoners per voet en/of fiets door de tunnel konden trekken. Na opening van de tunnel begon de gemeente met het aanpassen van Tasmanstraat en Spaarndammerdijk, alsook met de aanleg van het Houthavenpark op het tunneldek. De tunnelwanden en de verdere afwerking van de tunnel zijn ontworpen door ipv Delft. In zomer 2019 werden de ventilatietorens van de tunnel ontworpen en geplaatst door Frank Tjepkema.

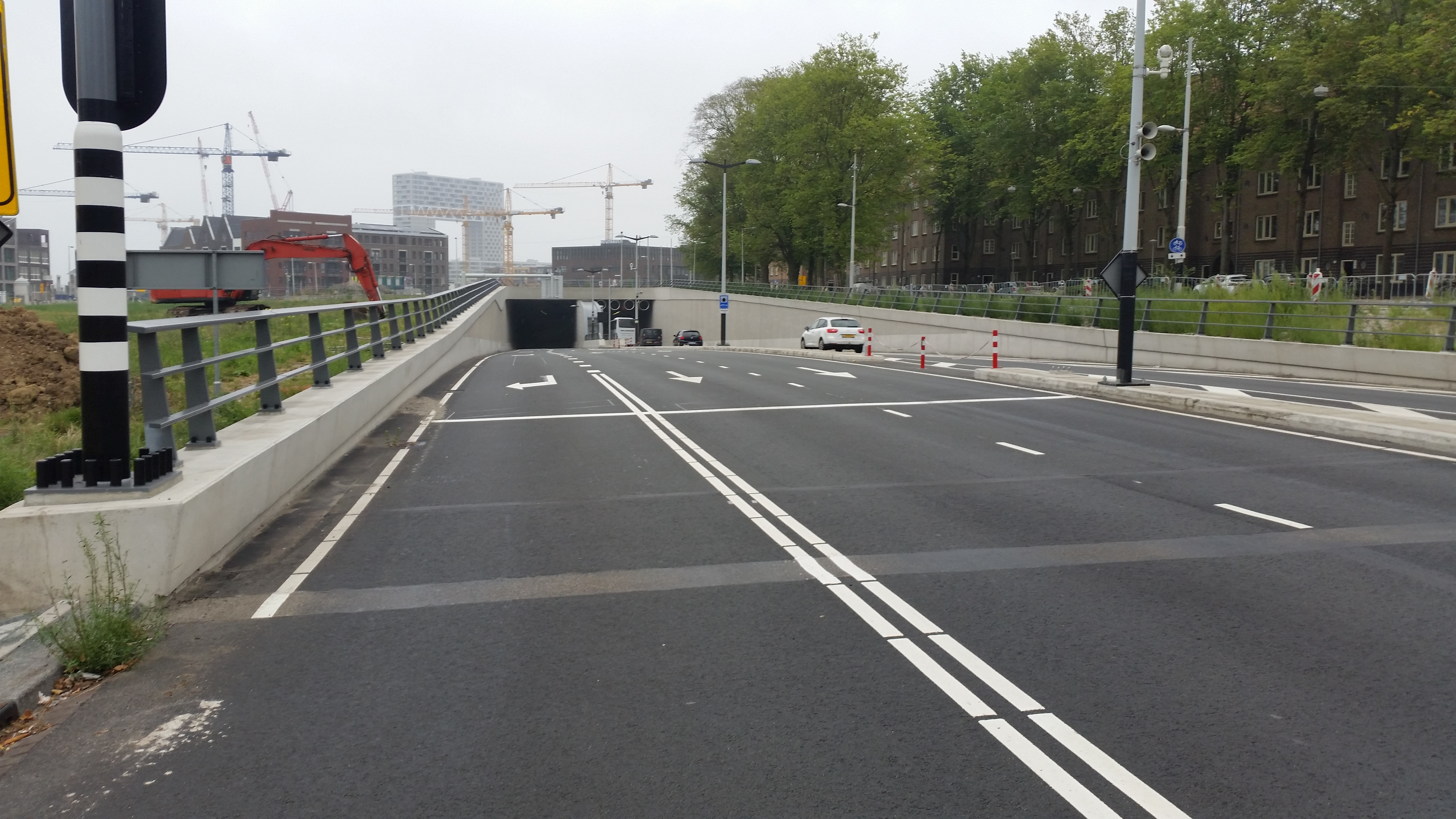
De westelijke tunnelingang (augustus 2018)

Amsterdamsebrug ·
Beltbrug ·
Benno Premselabrug ·
Berlagebrug ·
Blauwbrug ·
Coentunnel ·
Cuyperspassage ·
Tweede Coentunnel ·
Diaconessenbrug ·
Duivendrechtsebrug ·
Enneüs Heermabrug ·
Fietstunnel Hempontplein ·
Van Hallbrug ·
Hembrug ·
Hemtunnel ·
Hogesluis ·
Hortusbrug ·
Houtmanspoorbrug (Singelgrachtbrug) ·
IJ-tunnel ·
Jan van Galenbrug ·
Jan Schaeferbrug ·
Kattenslootbrug ·
Kinkerbrug ·
Kortjewantsbrug ·
Magere Brug ·
Meeuwenpleinbrug ·
Michiel de Ruijtertunnel ·
M.S. Vaz Diasbrug ·
Nesciobrug ·
Nieuwe Amstelbrug ·
Odebrug ·
Oetewalerbrug ·
Overtoomse Sluis ·
Piet Heintunnel ·
Rotterdammerbrug ·
Rozenoordbrug ·
Scharrebiersluis ·
Schellingwouderbrug ·
Schinkelbrug ·
Spaarndammertunnel ·
Théophile de Bockbrug ·
Torontobrug ·
Utrechtsebrug ·
Westerkeersluis ·
Wiegbrug ·
Willemsbrug (Singelgracht) ·
Zeeburgerbrug ·
Zeeburgertunnel ·
Zeilbrug